# Hafrak
Hafrak fou una antiga comarca de Fars entre Siraz i Abarkuh. El seu nom original es creu que era Hapirak, que es va suposar que podia derivar de Ha-pir-ti que era el nom de la població d'origen elamita; però totes aquestes suposicions són errònies, ja que el nom correcte de la població elamita era Ha(l)tamti i Ha-pir-ti va resultar ser una lectura errònia.